# Parafia Podwyższenia Krzyża Świętego w Kozłowie Miechowskim
Parafia Podwyższenia Krzyża Świętego – parafia rzymskokatolicka w Kozłowie Miechowskim (diecezja kielecka, dekanat żarnowiecki). Erygowana w 1288. Mieści się pod numerem 166. Duszpasterstwo w niej prowadzą księża diecezjalni.
Na początku XX wieku niewielka część wiernych tutejszej parafii opowiedziała się za mariawityzmem tworząc w miejscowości Przysieka kaplicę w domu Mikołaja Podsiadło. Ze względu na silne prześladowania mariawitów kaplicę przeniesiono do domu rodziny Skrzypicielów w Bogdanowie, gdzie ulokowano niewielki cmentarz wyznaniowy.